# Annitella pyrenaea
Annitella pyrenaea là một loài Trichoptera trong họ Limnephilidae. Chúng phân bố ở miền Cổ bắc.